# خان ماميد
خان ماميد قرية سوريّة تتبع إداريّاً لمحافظة حلب منطقة عين العرب ناحية الجلبية، بلغ تعداد سكانها 488 نسمة حسب التعداد السكاني لعام 2004.